# Mintimer Chaïmiev
Mintimer Charipovitch Chaïmiev (en russe : Минтимер Шарипович Шаймиев ; en tatar : Минтимер Шәрип улы Шәймиев) est né le 20 janvier 1937 dans le village d'Aniakovo du raïon Aktanychski de la république socialiste soviétique autonome tatare (RSFS de Russie). Il est le président de la république russe fédérée du Tatarstan, poste qu'il occupe depuis sa création jusqu'au 25 mars 2010.

## Biographie

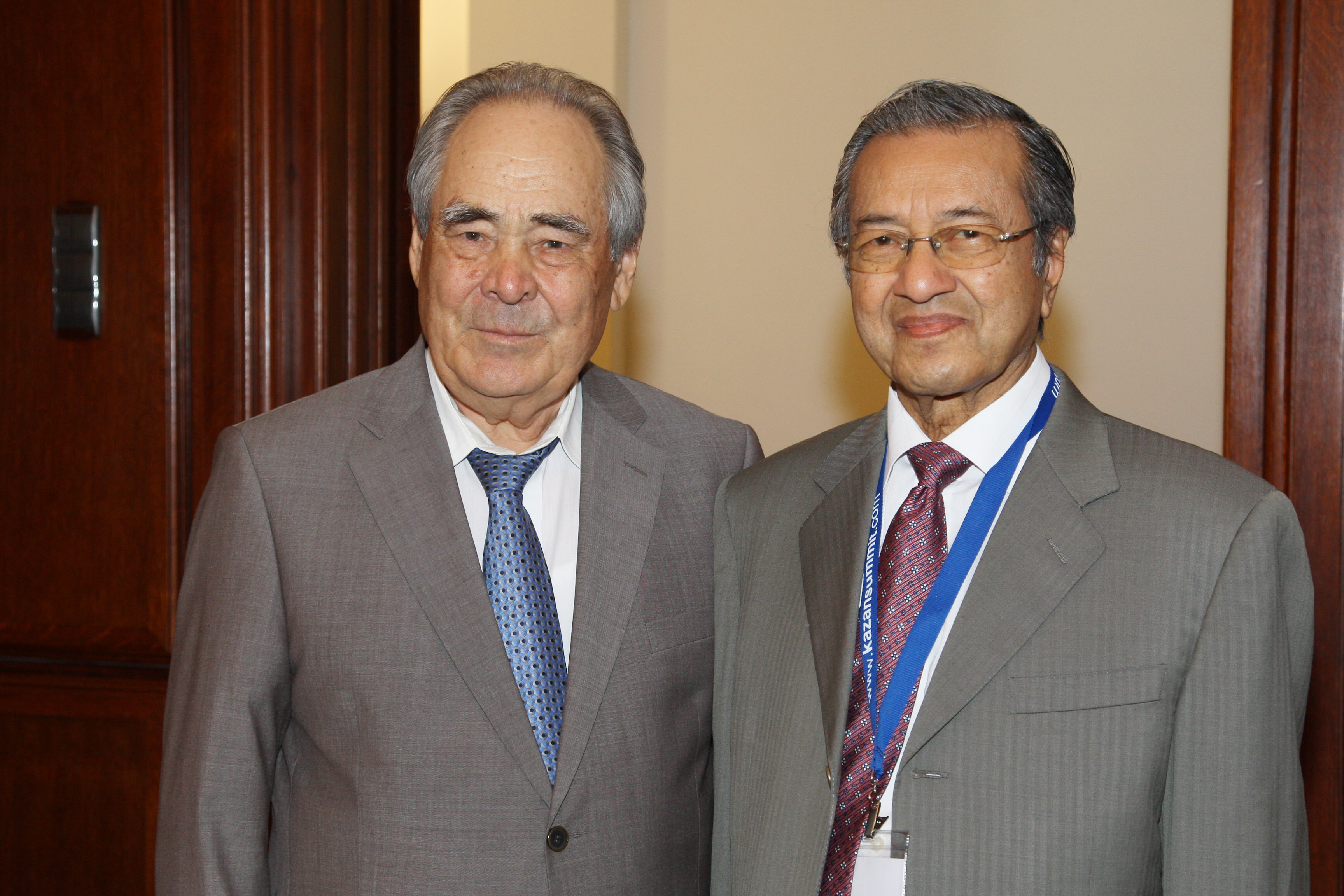
En 2010, il rencontre l'ancien Premier ministre malaisien Mahathir Mohamad.

Élu pour la première fois le 12 juin 1991, il est réélu à trois reprises, le 24 mars 1996, le 25 mars 2001 et le 25 mars 2005.
Il préside le parti Toute Russie (en russe : Вся Россия, Vsia Rossiïa), parti qui est désormais une composante du parti Russie unie. Il copréside le Conseil Suprême de ce parti, majoritaire à la Douma à la suite des élections législatives russes de 2003 et qui a soutenu Vladimir Poutine lors de l'élection présidentielle de 2004.

## Parcours politique
- 1969-1983 : Ministre de l'irrigation et des ressources en eau de la république socialiste soviétique autonome tatare (RSSAT)
- 1983 : Premier vice-président du Conseil des ministres de la RSSAT.
- 1985-1989 : Président du Conseil des ministres de la RSSAT.
- 1989-1990 : Premier secrétaire de l'oblast tatar du Parti communiste de l'Union soviétique
- 1990 : Président du Conseil suprême de la RSSAT qui devient la République du Tatarstan.
- 1991 : Président de la république de Tatarstan (réélu en 1996, en 2001 et en 2005)